# Giro dell'Umbria 1973
Il Giro dell'Umbria 1973, trentaduesima edizione della corsa, si svolse il 12 agosto 1973 su un percorso di 226 km. La vittoria fu appannaggio dell'italiano Giancarlo Polidori, che completò il percorso in 5h39'30", precedendo i connazionali Fabrizio Fabbri e Antonio Salutini.
I corridori che presero il via da Ponte San Giovanni furono 94, mentre coloro che tagliarono il traguardo di Perugia furono almeno 18.

## Ordine d'arrivo (Top 10)
| Pos. | Corridore          | Squadra            | Tempo    |
| ---- | ------------------ | ------------------ | -------- |
| 1    | Giancarlo Polidori | Scic               | 5h39'30" |
| 2    | Fabrizio Fabbri    | Magniflex          | a 3'24"  |
| 3    | Antonio Salutini   | Sammontana         | a 3'55"  |
| 4    | Luigi Castelletti  | Bianchi-Campagnolo | s.t.     |
| 5    | Alessio Antonini   | Jollj Ceramica     | s.t.     |
| 6    | Attilio Rota       | Brooklyn           | s.t.     |
| 7    | Renato Laghi       | Sammontana         | s.t.     |
| 8    | Angelo Bassini     | Scic               | a 5'20"  |
| 9    | Tullio Rossi       | Dreherforte        | a 5'30"  |
| 10   | Donato Giuliani    | Filotex            | a 6'16"  |